# Administración Autónoma de Transportes Parisinos

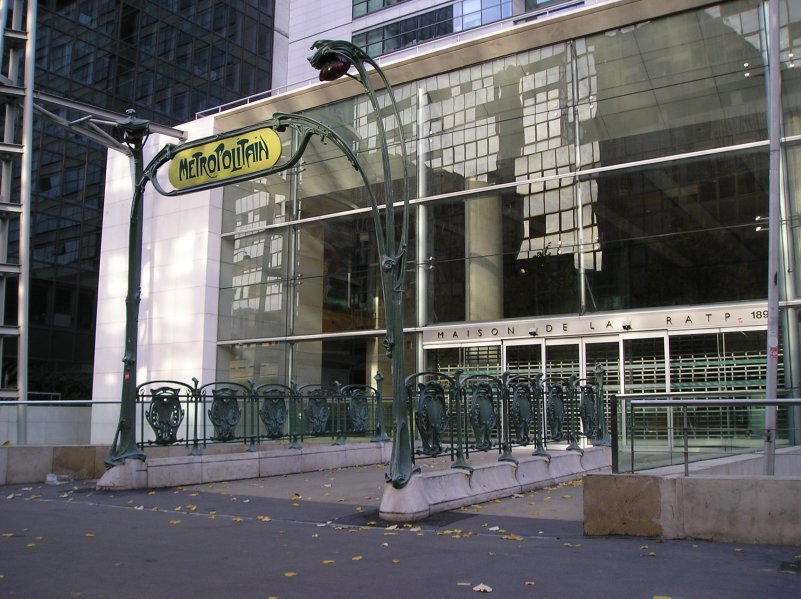
La Maison de la RATP, la sede de la RATP

La Administración Autónoma de Transportes Parisinos (en francés: Régie Autonome des Transports Parisiens, abreviadamente RATP) es una empresa pública creada por el STIF (Unión de Transportes de la Île de France) para gestionar la red de Metro de París y otros transportes urbanos e interurbanos de la capital francesa y de su área metropolitana (banlieues), así como una parte de las líneas de RER (Réseaux Express Régional, ferrocarriles de cercanías de París).
La compañía fue creada en 1949 en sustitución de la antigua Compañía de Ferrocarriles de París (CMP), para gestionar conjuntamente los medios de transporte público subterráneos y de superficie, que estaban siendo administrados por empresas privadas. Su estatus es el de établissement public à caractère industriel et commercial (EPIC, establecimiento público de carácter industrial y comercial, en español).

## Red de transportes de la RATP
La red de transportes operada por la RATP incluye:
- Autobús: 347 líneas (de las que 31 corresponden al servicio nocturno Noctilien) y 12500 paradas en toda la región Île-de-France 569 km de la red se encuentran en París "intra-muros",
- Tranvía de París: 6 líneas (la línea T3 se divide a su vez en T3a y T3b) con 63,1 km y 108 estaciones en total,
- Metro de París: 17 líneas, incluidas las líneas automáticas 1 y 14 (anteriormente llamada Météor), la línea que enlaza el Aeropuerto de Orly con el RER, Orlyval, y las líneas menores 3 bis y 7 bis, con una longitud de 211 km (168 dentro de París) y 304 estaciones,
- Réseau Express Régional (RER, ferrocarriles de cercanías en Île-de-France): Línea A (salvo el tramo entre Nanterre-Préfecture y Cergy / Poissy) y la línea B (salvo el tramo al norte de la Gare du Nord). En total, algo más de 115 km.
- Funicular de Montmartre, 100 m
- Trans-Val-de-Marne (TVM).

## Líneas de bus de París
La RATP explota las líneas numeradas del 20 al 96 en París "intra-muros" así como las líneas numeradas de 100 a 690 en la periferia de París, donde el servicio está compartido con otras empresas agrupadas en la OPTILE (Organización Profesional del Transporte de Île de France).

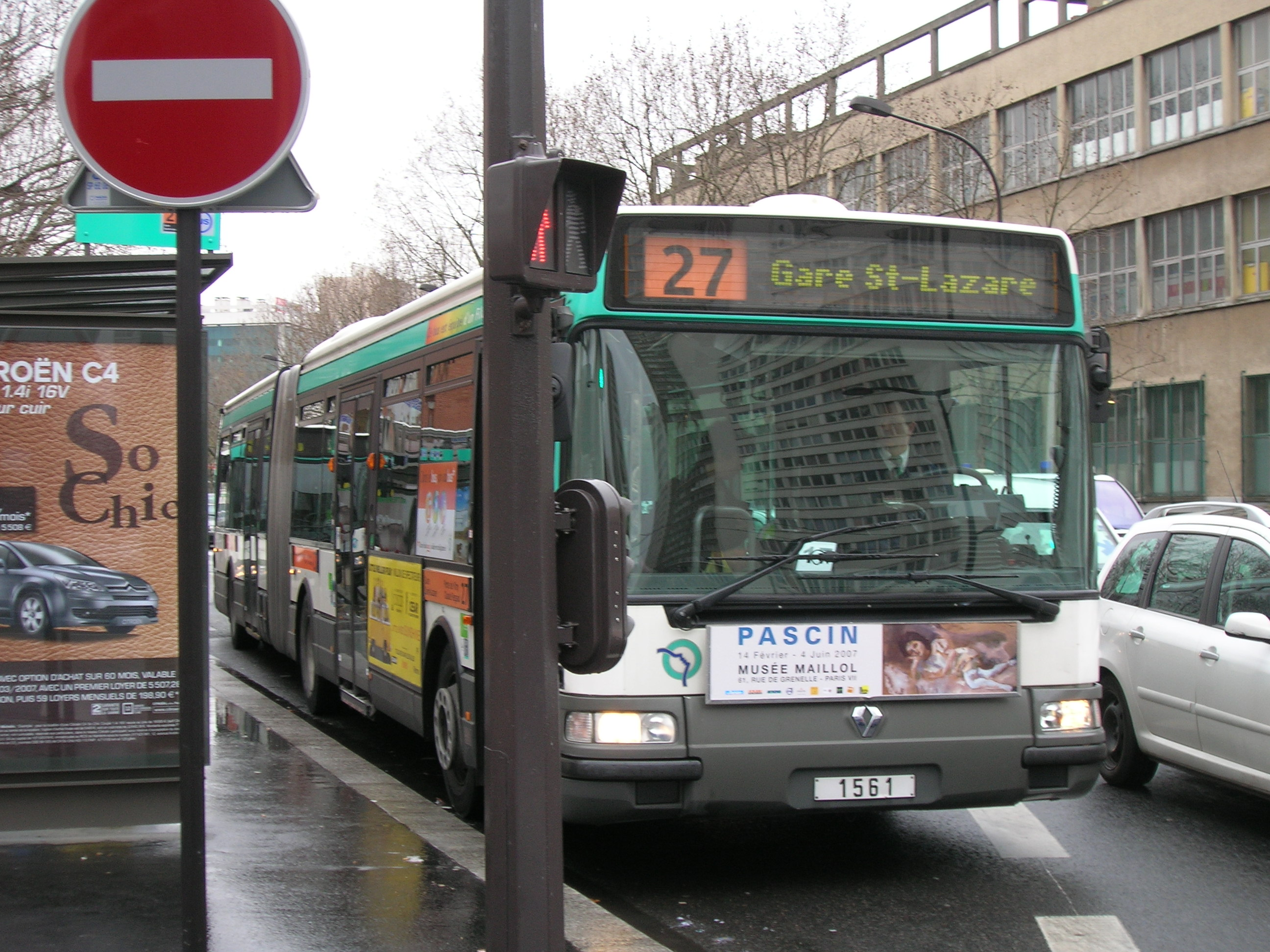
Línea 27 del bus de Paris

En lo que respecta a las líneas parisinas, su numeración, instituida por Lagarrigue, responde a una cierta lógica.

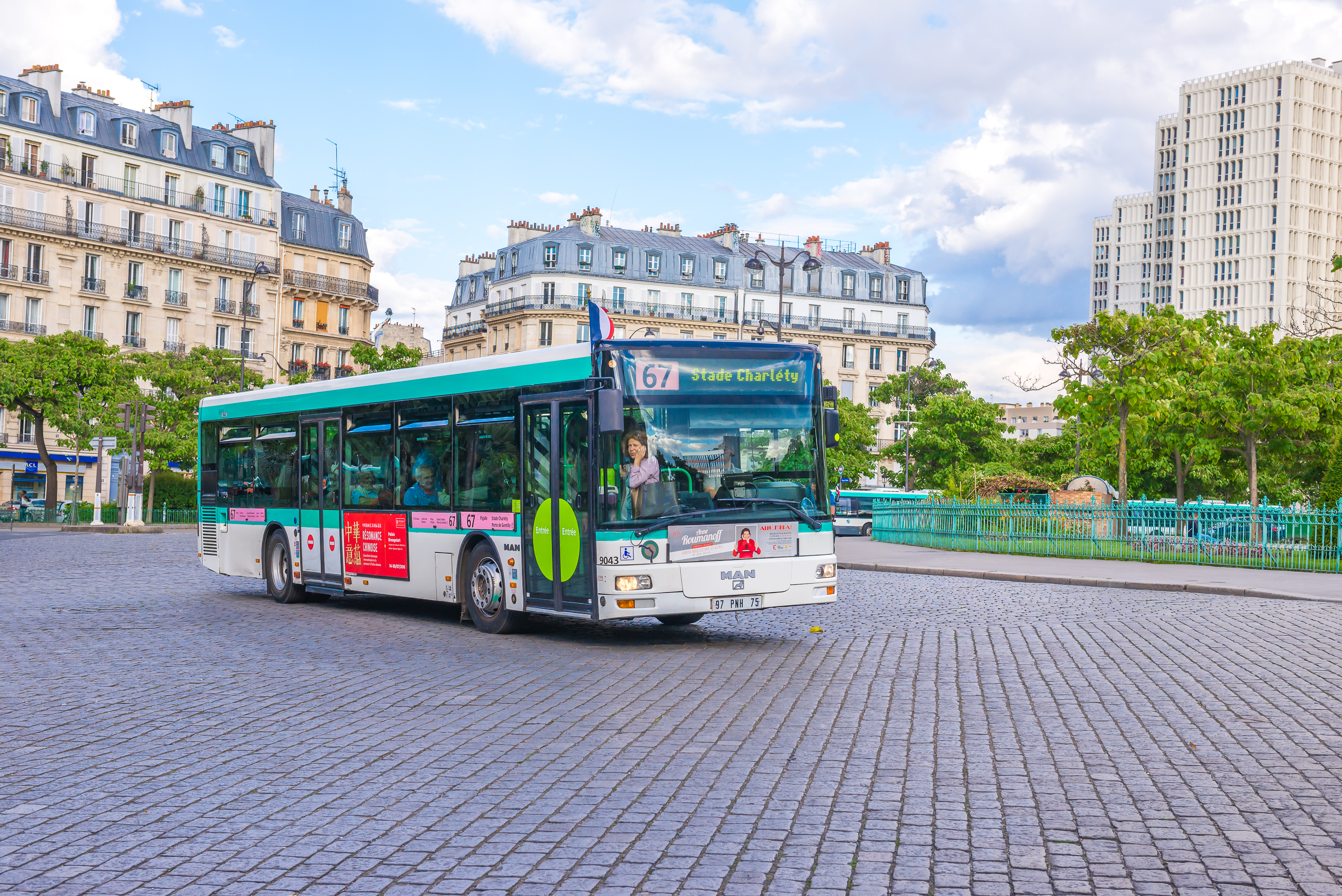
Línea 67 del bus de Paris

El primer número (decena) corresponde a una zona central:
- 20 Gare Saint-Lazare
- 30 Gare de l'Est
- 40 Gare du Nord
- 50 sector République
- 60 sector Gare de Lyon / Gare d'Austerlitz
- 70 sector Hôtel de Ville / Châtelet
- 80 sector Luxembourg / Panthéon
- 90 Gare Montparnasse

El segundo número corresponde a una zona "periférica":
- 2 Sudoeste - Orilla derecha del Sena / Porte d'Auteuil
- 3 Oeste - Porte d'Auteuil / Porte de Champerret
- 4 Noroeste - Porte de Champerret / Porte de Montmartre
- 5 Norte y nordeste - Porte de Montmartre / Porte de Pantin
- 6 Este - Porte de Pantin / Orilla derecha del Sena
- 7 Sudeste - Orilla izquierda del Sena / Porte de Gentilly
- 8 Sur - Porte de Gentilly - Porte de Versailles
- 9 Suroeste - Porte de Versailles - Orilla izquierda del Sena

No obstante, cada vez hay más excepciones a este regla dentro de los autobuses de París porque los recorridos de las líneas han variado con el paso de los años (por ejemplo las líneas 24, 29, 53, 66 y 89)
Además se encuentra otra línea especial: la línea PC, que junto a las líneas T3a y T3b de tranvía, constituyen los tres arcos de una línea de circunvalación que recorre los bulevares paralelos al Bulevar Exterior o Periférico de París. Aparte de esto posee la línea Balabus (que solo circula de abril a septiembre), el Montmartrobus y otras líneas que limitan su recorrido a un barrio.

## Cifras de pasajeros
|                      | 2000   | 2001   | 2002   | 2003   | 2004   | 2005   | 2006 | 2007 | 2008 | 2009 | 2010 | 2011 |
| -------------------- | ------ | ------ | ------ | ------ | ------ | ------ | ---- | ---- | ---- | ---- | ---- | ---- |
| Metro                | 1229   | 1243   | 1283   | 1248   | 1336   | 1354   | 1406 | 1387 | 1472 | 1479 | 1506 | 1524 |
| RER (zona RATP)      | 404    | 405    | 410    | 400    | 438    | 445    | 452  | 447  | 469  | 449  | 457  | 469  |
| Tranvía              | 25     | 36     | 39     | 39     | 44     | 48     | 50   | 87   | 96   | 96   | 108  | 114  |
| Bus                  | 922    | 916    | 932    | 922    | 953    | 940    | 941  | 945  | 999  | 988  | 976  | 1001 |
| Otros (STL, Orlyval) | 7,3    | 4,9    | 4,9    | 4,7    | 7,2    | 4,7    |      |      |      |      |      |      |
| Total                | 2587,3 | 2604,9 | 2668,9 | 2613,4 | 2778,2 | 2791,7 | 2849 | 2866 | 3036 | 3012 | 3047 | 3108 |

- Datos: Q643290
- Multimedia: RATP / Q643290